# جبل دوى إن تانون
جبل دوي إن تانون (بالتايلاندية: ดอยอินทนนท์) هو أعلى جبل وقمة في تايلاند ويقع في محافظة تشيانغ مي على ارتفاع 2,565 متر وأتت تسمية الجبل بما معنى الجبل الكبير .